# 머큐리 레코드
머큐리 레코드(Mercury Records)는 미국의 유니버셜 뮤직 그룹 산하의 음반사다. 미국에서는 아일랜드 레코드를 통해 경영되었고 영국에서는 버진 EMI 레코드를 통해 배급되었다. 아일랜드 레코드, 모타운, 머큐리 레코드, 데프 잼 레코딩이 아일랜드 데프 잼 뮤직 그룹으로 합병되면서 아일랜드 레코드의 관할에 놓이게 됐지만, 머큐리 레코드의 저작은 여전히 아일랜드 데프 잼 뮤직 그룹에 귀속돼 있다.
1945년 머큐리 레코드 코퍼레이션(Mercury Record Corporation)으로 1945년 어빙 그린, 벌 애덤스, 레이 그린버그, 아서 탈매지가 조직했다. 대개 재즈, 블루스, 클래식 음악, 로큰롤, 컨트리 음악에 주력했다. 궐초 음반공장을 시카고의 한 개소, 또 미시시피주 세인트루이스의 한 개소에 세웠다. 자동화 기계와 24시간 턴어라운드를 도입하여 컬럼비아, 데카, 캐피틀 같은 거대 음반사와 전면 대결했다. 홍보업자로 토니 힐과 지미 힐러드를 고용해 프랭키 레인, 빅 다모네, 토니 폰타네, 패티 페이지 등을 대중음악 시장에 침투시켰다.
당초 음악 홍보에는 라디오 방송보다 주크박스를 적극 활용했다.